# Andreas Dahlø Wærnes
Andreas Dahlø Wærnes, né le 18 septembre 1990, est un biathlète norvégien.

## Biographie
Il fait partie de l'équipe nationale depuis 2011 avec une sélection aux championnats du monde junior. En 2014-2015, il fait ses débuts dans le circuit de l'IBU Cup.
Aux Championnats d'Europe 2015, il prend la quatrième place au sprint et la médaille de bronze au relais. Quelques semaines plus tard, il est appelé pour l'étape de Coupe du monde à Oslo.
En 2016, il monte sur son premier podium en IBU Cup au sprint de Val Martello, lieu où il remporte la victoire un an plus tard sur le même format.

## Palmarès

### Championnats d'Europe
- Otepää 2015 : 
  -  médaille de bronze en relais.

### IBU Cup
- 2 podiums dont 1 victoire.